# Mazda RX-5
O Mazda RX-5 foi um automóvel GT produzido pela empresa japonesa Mazda. 